# Aviadvigatěl PS-90
Aviadvigatěl PS-90 je ruský dvouproudový motor s vysokým obtokovým poměrem pro civilní použití. Jeho tah se pohybuje okolo 16 000 kgf (157 kN, 35 300 lbf). Použit je v ruských dopravních letounech Iljušin Il-96 a sérii Tupolev Tu-204/Tu-214. Dále v transportních letounech Iljušin Il-76. Vyráběn je ve společnosti Aviadvigatěl, která je následníkem sovětské Solovjovovy konstrukční kanceláře. Zkratka "PS" jsou iniciály Pavla Solovjova (rusky Павел Алеќсандрович Соловьёв).
Motor PS-90 byl vyvinut s nástupem nové generace ruských letadel, aby splnil požadavky na hospodárnost, výkonnost a emise. Oproti předchozím generacím sovětských motorů z 60. let šlo o obrovský pokrok. PS-90 má téměř dvojnásobnou účinnost a je srovnatelný se západními motory z 80. let jako je Pratt & Whitney PW2000.

## Varianty
- PS-90A
- PS-90A-76
- PS-90A1
- PS-90A2
- PS-90A-42
- PS-90A3

## Specifikace (PS-90A1)

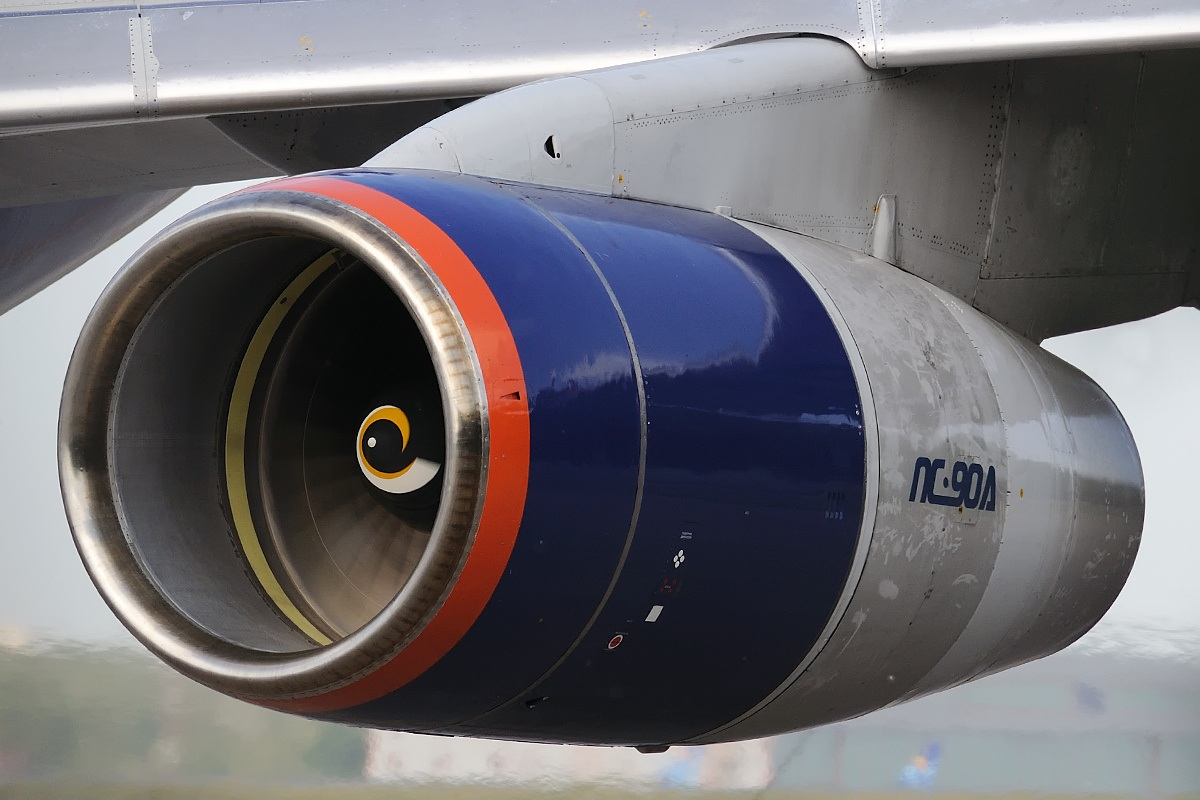
PS-90 na letounu Iljušin Il-96

Zdroj.

### Technické údaje
- Typ: dvouhřídelový dvouproudový motor s jednostupňovým dmychadlem
- Délka: 4 964 mm
- Průměr dmychadla: 1 900 mm
- Hmotnost: 2 950 kg

### Součásti motoru
- Kompresor: 4stupňový nízkotlaký, 13stupňový vysokotlaký
- Spalovací komora: prstencová
- Turbína: 2 vysokotlaké stupně, 4 stupně nízkotlaké

### Výkony
- Maximální tah: 171 kN (17 400 lb)
- Obtokový poměr: 4,4
- Spotřeba paliva: 0,595 kg/kgf hodinu
- Poměr tah/hmotnost: 5,9:1